# Kasteel van Arcy
Het Kasteel van Arcy (Frans: Château d'Arcy) is een kasteel in de Franse gemeente Vindecy. Het kasteel is een beschermd historisch monument sinds 1983.